# Liste der Vertriebenendenkmale in Polen
Diese Liste der Vertriebenendenkmale in Polen verzeichnet die Vertriebenendenkmale in Polen.

## Liste
- Breslau, „Monumentum Memoriae Communis“(Denkmal der gemeinsamen Erinnerung) im Park Grabiszyński, dem nach 1945 einplanierten städtischen Friedhof Breslau-Gräbschen, 2008. Laut Stadtpräsident Rafal Dutkiewicz „ein Ort für Deutsche und Polen, ... der ehemalige und heutige Breslauer verbindet“.[1]
- Cieszków (Freyhan), Gedenkstein (2003): „Unseren Toten zum Gedenken. Heimatkreisgemeinschaft Militsch-Freyhan. Anno 2003.“[2]
- Frombork (Frauenburg), Gedenkstein im Park (2001): „450.000 ostpreußische Flüchtlinge flohen über Haff und Nehrung, gejagt vom unerbittlichen Krieg. Viele ertranken, andere starben in Eis und Schnee. Ihr Opfer mahnt zu Verständigung und Frieden. Jan. – Feb. 1945.“[2]
- Górowo Iławeckie (Landsberg (Ostpreußen)), Gedenkstein bei der Kirche (2008): „Der Gedenkstein ist zu Ehren der Landsberger Einwohner, die durch den Zweiten Weltkrieg ihr Leben verloren haben, geweiht worden.“
- Kaczorów (Ketschdorf), Gedenkstein auf dem Friedhof: „Zum Gedenken an alle Verstorbenen und Mahnung zum Frieden. Ketschdorf-Kaczorów 2004.“[2]
- Klebark Wielki (Groß Kleeberg), Mahnmal an der Kirche: „Den Ermordeten und Zermarterten in den Jahren 1939–1947, den Priestern und dem Volk der Diözese Ermland.“[2] Eingeweiht 2001 in Anwesenheit der Ehefrau von Jerzy Buzek, die ein Grußwort des Premierministers verlas.
- Klewki (Klaukendorf)

1. Gedenkstein auf dem Friedhof, auf dem Massengrab der 1945 ermordeten Bewohner von Szczęsne (Schönwalde) im Kirchspiel Klaukendorf: „Gott wird abwaschen alle Tränen von ihren Augen. Den im Jahre 1945 gewaltsam ums Leben Gekommenen, die hier namenlos begraben sind zum Gedenken. Ehemalige Bewohner der Pfarrgemeinde Klaukendorf.“
2. Ehrenmal neben der Kirche (2007): „1939–1945. Zum Gedenken an die Opfer des Zweiten Weltkrieges aus dem Kirchspiel Klaukendorf.“[2]

- Kosieczyn (Kuschten), siehe Podmokle Wielkie, Gedenkstein (2008): „Zum Gedenken an die deutschen Bewohner für die Kuschten bis 1945 Heimat war. Frieden allen die in Kuschten ab 1945 ihre Heimat gefunden haben.“[2]
- Krośnice (Kraschnitz), Gedenkstein (2007): „Unseren Toten zum Gedenken. Heimatkreisgemeinschaft Militsch-Kraschnitz. Anno 2007.“[2] Siehe Milicz.
- Kruszwica (Kruschwitz), Ehrengrab neben der Kirche Kolegiata (1999): „Wir gedenken unserer Angehörigen, die in Lagiewnik/Kruszwica gestorben sind. Sie sind und bleiben uns unvergessen. Wir wollen dafür arbeiten, beten und leben, daß polnische und deutsche Menschen sich brüderlich vertragen und in einem einigen Europa eine gemeinsame Heimat finden. Dafür bitten wir um die Hilfe Gottes. Deutsche Bürger, die bis 1945 hier gelebt haben.“[2] Die Gedenktafel des Ehrengrabes erinnert an die 1945–1947 im Arbeitslager Łagiewniki–Kruszwica gestorbenen Deutschen.
- Łambinowice (Lamsdorf)

1. Gedenkkreuz auf dem Gelände des ehemaligen Lagers (1995): „Deutschen und Polen, Opfern des Lagers Lamsdorf in den Jahren 1945–1946.“[2]
2. Ehrenfriedhof auf dem Lagergelände (2002): Holzkreuz und 19 Marmortafeln mit den Namen der 1.137 im Lager getöteten oder gestorbenen Deutschen der Jahre 1945–1946. Steine mit 39 Ortsbezeichnungen, deren Einwohner Opfer des Lagers waren.

- Mieszkowice (Bärwalde), Gedenktafel in der Turmhalle der St. Marien-Kirche (2003): „Zur Erinnerung an die Toten. Zur Aussöhnung zwischen den Lebenden. Zur Mahnung den Kommenden. Nicht zu vergessen. Die Berwalder-Mieszkowicer Bevölkerung.“[2]
- Milicz (Militsch), Gedenkstein: „Unseren Toten zum Gedenken. Heimatkreisgemeinschaft Militsch.“
- Niemodlin (Falkenberg), Gedenkstein auf dem Friedhof (2002): „Zum Gedenken an alle Deutschen, die hier und im Falkenberger Land ihre letzte Ruhe gefunden haben. Ich bin die Auferstehung und das Leben. Joh 11,25.“[2]
- Piotrowice Świdnickie (Peterwitz), Gedenkstein (2005): „Zum Gedenken an die Opfer des Krieges. Die ehemaligen und die heutigen Einwohner von Peterwitz.“[2]
- Prusice (Prausnitz), Gedenktafel: „Unseren Toten zum Gedenken. Heimatkreisgemeinschaft Militsch-Prausnitz. Anno 2008.“
- Przytoczna (Prittisch), Gedenkstein auf dem Kommunalfriedhof (2002): „Dem Gedenken der Verstorbenen, denen diese Erde Heimat war und letzte Ruhestätte wurde.“
- Rybojady (Hoffmannstal), Gedenkstein auf dem katholischen Friedhof an der Straße zwischen Trzciel und Pszczew (2007): „Zum Gedenken an die deutschen Toten von Hoffmannstal. Dona nobis pacem.“[2]
- Skwierzyna (Schwerin an der Warthe), Gedenkstein auf dem evangelischen Friedhof (1995): „Dem Gedenken der Verstorbenen, denen diese Erde Heimat war und letzte Ruhestätte wurde. Heimatkreis Schwerin/Warthe.“
- Toszek (Tost)

1. Gedenktafel (mit den Namen) auf dem Pfarrfriedhof in Toszek: „Zum Gedenken an die Verstorbenen ab Dezember 1945 bis 1946. Im November 1945 aus dem NKWD-Lager Tost entlassen – endlich frei! Doch krank und schwach, um den Heimweg anzutreten. Dank den Klosterschwestern und Familien aus Tost für die aufopferungsvolle Pflege sowie Pfarrer Labus für die christliche Bestattung.“[2]
2. Gedenkstein an der Stelle (Wielowiejska-Str. 12a), wo die Opfer des Lagers 1945 verscharrt wurden: „Hier ruhen die Opfer des NKWD-Lagers Tost Mai–November 1945.“[2]

- Trzebiatów (Treptow an der Rega), Gedenkstein: „Zum Andenken an unsere Toten.“[3]
- Wiązów (Wansen)

1. Gedenktafel auf dem Friedhof, an der Rückfront der Magdalenen-Kapelle: „Zum Gedenken an die Toten von Wansen 1996.“[2]
2. Gedenktafel am Rathaus: „1252–2002, 750 Jahre Stadt Wansen. Thomas I. episkopus wratislawiensis conditor civitatis wanzowiensis, anno domini 1252. Gestiftet von den ehemaligen deutschen Bewohnern.“[4]

- Wińsko (Winzig), Gedenkkreuz auf dem eingeebneten evangelischen Friedhof: „Wir warten auf einen neuen Himmel und eine neue Erde. In denen Gerechtigkeit wohnt.“[2]
- Żmigród (Trachenberg), Gedenkstein: „Unseren Toten zum Gedenken. Heimatkreisgemeinschaft Militsch-Trachenberg.“